# Priscileo
Priscileo ist eine Beutellöwengattung des späten Oligozäns bis frühen Miozäns.

## Merkmale
Priscileo erreichte die Größe einer heutigen Hauskatze und besaß ein errechnetes Gewicht von etwa 2,7 kg. Damit war er einer der kleinsten Raubbeutler Australiens. Bekannt ist Priscileo von nur wenigen Fossilien, darunter aber ein nahezu vollständiger Schädel und einige weitere Knochenbruchstücke sowie isolierte Zähne. Der Schädel (Holotyp Exemplarnummer QMF 23453) selbst war nur wenig länger als 8,3 cm, an den Jochbeinbögen aber sehr ausladend. Im Oberkiefer befand sich eine  für Beutelsäuger typische Bezahnung mit drei Schneidezähnen, einem Eckzahn, drei Prämolaren und vier Molaren je Kieferast, allerdings waren nur die rechten und linken letzten Prä- und ersten beiden Molaren tatsächlich im erhaltenen Schädel überliefert waren, die restlichen konnten über die einzelnen Alveolen ermittelt werden. Unter den Schneidezähnen war der jeweils erste am größten, der zweite am kleinsten, der Eckzahn erreichte nahezu die Größe des ersten Schneidzahns, ist aber von den vorderen Zähnen und den hinteren durch jeweils ein Diastema getrennt (alles anhand der Alveolen ermittelt). Größter Zahn im Gebiss war der letzte Prämolar mit 11 mm Länge, nach hinten zu wurden die Backenzähne immer kleiner.

## Paläobiologie
Der sich carnivor ernährende Priscileo war ein extrem angepasster Beutegreifer und lebte wahrscheinlich in Bäumen (arboreal). Untersuchungen des Gebisses zufolge hatte er bezogen auf sein Körpergewicht eine enorme Beißkraft. Ermittelt wurde dies im Vergleich zu 38 anderen Raubtiertaxa und beruht auf dem Verhältnis der Schädelgröße zur Dicke der Kaumuskulatur am Unterkiefer heutiger Beutegreifer in Relation zur Ausprägung des knöchernen Unterkiefers. Der daraus resultierende Beißkraftquotient, bestimmt an der Position der Eckzähne, bezieht sich dabei auf die statistische Mitte von 100. So erreichte Priscileo einen Quotienten von 196, den höchsten aller untersuchten Taxa, was einer tatsächlichen Beißkraft von errechneten 184 Newton entspricht. Vergleichbar hoch war nur der Quotient des ebenfalls ausgestorbenen Raubbeutlers Thylacoleo mit 194, der aber durchschnittlich 109 kg wog und 1,69 kN aufbringen konnte. Ein heutiger Löwe erreicht demnach mit einem Beißkraftquotienten von 112 weniger als 60 % der Kraft von Priscileo, weist aber mit der tatsächlichen Beißkraft von 1,77 kN fast das Zehnfache auf. Der Quotient des Tigers liegt bei 127 (1,52 kN), höher ist der des Jaguars mit 137 (1,01 kN). Ein Dingo als heutiger moderner Beutegreifer Australiens besitzt einen Beißkraftquotienten von 108 (303 N), den Spitzenwert unter den rezenten Raubtieren hält der Beutelteufel mit 181 (408 N). Den niedrigsten wies dagegen Thylacosmilus mit 41 auf, eine fossile Raubtierart Australiens, welche die Nische der Säbelzahnkatzen einnahm. Diese haben ebenfalls äußerst niedrige Quotienten. Der Beißkraftquotient zeigt, dass Priscileo möglicherweise befähigt war, seine Körpergröße weitaus übertreffende Beutetiere zu erlegen.

## Systematik
Der nächste Verwandte von Priscileo ist Wakaleo, der zusammen mit Thylacoleo die Schwestergruppe bildet, beide weisen aber durch die Reduktion des letzten Molaren schon wesentlich modernere Merkmale innerhalb der Beutelsäuger auf. Gelegentlich wird Priscileo zusammen mit Thylacoleo auch in die Unterfamilie der Thylacoleoninae gestellt, die sich von der Unterfamilie Wakaleoninae durch den nicht reduzierten ersten Prämolaren auszeichnet. Von Priscileo sind zwei Arten bekannt: Priscileo pitikantensis Rauscher, 1987, lebte im späten Oligozän und gehört der Ngapakaldi-Lokalfauna in South Australia an, ist aber nur durch ein Oberkieferfragment, einige Zähne und geringes postcraniales Skelettmaterial überliefert. Priscileo roskellyae Gillespie, 1997, dem der vollständige Schädel zuzuweisen ist, lebte im frühen Miozän und gehört der Upper-Side-Lokalfauna von Riversleigh an. Die Gattung wurde allerdings bereits im mittleren Miozän durch größere Formen wie Wakaleo ersetzt. Der Name Priscileo leitet sich vom lateinischen Wort priscus („alt“) und der Bezeichnung leo für „Löwe“ ab.